# 박강 (시인)
박강은 대한민국 시인이다. 1973년 인천에서 태어났다. 고려대 대학원 국어국문학과에서 박사 학위를 마쳤다. 2007년도 《문학사상》 신인상을 받으며 등단했다. 2013년 등단 6년 만에 첫 시집 《박카스 만세》를 출간했다.

## 작품 목록
첫 시집 《박카스 만세》의 수록작은 다음과 같다.
| 펭귄                                  |
| 폭설                                  |
| 우루사를 먹는 밤                      |
| 벨로시랩터 철학                       |
| 히스테리아 시베리아나                 |
| 이상한 염색                           |
| 이불 속의 마적단                      |
| 서툴고 길게 말하는 것은 블루스의 조건 |
| 너와 나의 국토대장정                  |
| 아랫목의 순례자들                     |
| 절차탁마 발기만성                     |
| 박 대리는 어디에                      |
| 크레딧                                |
| 건기                                  |
| 카운트다운                            |
| 개원                                  |
| 위생의 제국                           |
| 쇄빙                                  |
| 풍툼 씨의 사진관                      |
| 스콜성                                |
| 부지깽이 소셜 클럽                    |
| 바이킹                                |
| 누아르에 대한 짤막한 질문             |
| 쨍하고 해 뜰 날                       |
| 오도독 누룽지                         |
| 봄날은 간다                           |
| 렉터 박사의 처방전                    |
| 고물 드럼을 꺼내다                    |
| 박공지붕 복원건축공법                 |
| 폐원                                  |
| 물음표에 대한 짤막한 질문             |
| 중유 지대의 말일                      |
| 앵포르멜                              |
| 절규 73.5×91cm                        |
| 주치의 가셰의 처방전                  |
| 몽마르트르                            |
| 신신사운드 악기사                     |
| 하드록 기타 단기속성                  |
| 낭만이여 안녕                         |
| 달의 노래                             |
| 춤꾼 디오니소스                       |
| 떼르미니 역                           |
| 오디션                                |
| 오디션 2                              |
| 양궁소녀 발굴기                       |
| 젖은 돌                               |
| 헬리코박터 파이로리                   |
| 고목                                  |
| 가벼운 이사                           |
| 일식                                  |
| 紅記                                  |
| 洛山                                  |
| 이누이트 엽사                         |
| 길일                                  |
| 박카스 만세                           |
| 소년은 몰래 구두를 모으며 자란다      |
| 하얀 탑의 노래                        |
| 로프공                                |
| 베이루트 독서                         |

## 수상 내역
- 2007년 《문학사상》 시 부문 신인상 수상
- 2009년도 한국문화예술위원회 주관  [arko 영아트프론티어]  선정

## 참조
1. ↑  민음사, 편집자 리뷰
2. ↑  웹진 시인광장, 웹진 시인광장 선정 2009년 올해의 좋은 시 보관됨 2013-11-02 - 웨이백 머신
3. ↑  경인일보, 다른 문에 대한 상상  보관됨 2013-11-02 - 웨이백 머신
4. ↑  웹진 《문학 다》, 박 대리들을 위한 悲歌
5. ↑  웹진 시인광장, 웹진 시인광장 선정 2014년 올해의 좋은 시 보관됨 2013-11-02 - 웨이백 머신
6. ↑  웹진 시인광장, 웹진 시인광장 선정 2011년 올해의 좋은 시 보관됨 2013-11-02 - 웨이백 머신
7. ↑  웹진 시인광장, 웹진 시인광장 선정 2010년 올해의 좋은 시 보관됨 2013-11-02 - 웨이백 머신
8. ↑  [문장의 소리], 그의 시는 청춘의 피로회복제! 보관됨 2013-11-02 - 웨이백 머신
9. ↑  웹진 시인광장, 웹진 시인광장 선정 2010년 올해의 좋은 시 보관됨 2013-11-02 - 웨이백 머신